# Coenosia brevimana
Coenosia brevimana är en tvåvingeart som beskrevs av Xiaolong Cui och Xue 2001. Coenosia brevimana ingår i släktet Coenosia och familjen husflugor.
Artens utbredningsområde är Guizhou (Kina). Inga underarter finns listade i Catalogue of Life.